# Sandy Spring Bank
Sandy Spring Bancorp, Inc. é uma holding bancária com sede em Olney, Maryland e operando na área metropolitana de Washington.

## Operações atuais
A empresa opera as seguintes subsidiárias:
- Sandy Spring Bank - um banco comunitário que serve a área metropolitana de Washington. Opera 55 filiais e 6 centros financeiros.[2]

- Sandy Spring Insurance Corporation - oferece linhas comerciais e pessoais de seguro, bem como fianças, seguro de compensação de trabalhadores e proteção de seguro de responsabilidade profissional.

- West Financial Services, Inc. - oferece planejamento financeiro, gestão de patrimônio e gerenciamento de ativos para indivíduos, empresas e associações de alto patrimônio líquido.

## História
Em 1868, os agricultores que eram quakers fundaram o Sandy Spring Bank para reunir suas economias para fazer empréstimos à habitação a seus vizinhos.
Em dezembro de 2001, a empresa adquiriu o Chesapeake Insurance Group de Annapolis e renomeou-o como Sandy Spring Insurance Corp.
Em fevereiro de 2007, o banco adquiriu o Potomac Bank of Virginia por US$ 64,7 milhões.
Em junho de 2007, o banco adquiriu o County National Bank of Glen Burnie por US$ 44,1 milhões.
Durante a crise financeira de 2007–2008, a empresa recebeu um investimento de US$ 82 milhões do Troubled Asset Relief Program. O investimento foi reembolsado em dezembro de 2010, tornando Sandy Spring um dos primeiros bancos comunitários da região metropolitana de Washington a reembolsar seu investimento no TARP.
Em janeiro de 2009, Daniel J. Schrider foi promovido a CEO, sucedendo a Hunter R. Hollar. Schrider ingressou na empresa como credor em 1989.
Em maio de 2012, o banco adquiriu o CommerceFirst Bank of Annapolis por US$ 25,4 milhões.
Em fevereiro de 2016, o banco abriu sua primeira agência no Distrito de Columbia.
Em agosto de 2016, a Sandy Spring Insurance adquiriu o The Advantage Group.
Em janeiro de 2018, o banco adquiriu o WashingtonFirst Bank por US$ 489 milhões, criando o maior banco comunitário com sede na área metropolitana de Washington.